# Aldimorph
Aldimorph ist eine chemische Verbindung aus der Gruppe der Morpholine. Sie wurde 1980 von Fahlberg-List als Fungizid auf den Markt gebracht und ist nicht mehr zugelassen.

## Stereoisomere
Der Wirkstoff enthält zwei gleichartig substituierte Stereozentren am heterocyclischen Ring, folglich gibt es drei Stereoisomere:
- (2R,6R)-4-Dodecyl-2,6-dimethylmorpholin,
- (2S,6S)-4-Dodecyl-2,6-dimethylmorpholin und
- meso-4-Dodecyl-2,6-dimethylmorpholin.

| Aldimorph      |
| -------------- |
| (2R,6R)-Isomer |
| (2S,6S)-Isomer |
| meso-Form      |

## Zusammensetzung
Aldimorph besteht neben der Hauptkomponente aus verschiedenen 4-N-Alkyl-2,6-dimethylmorpholinen.

## Verwendung
Unter dem Handelsnamen Falimorph wurde es gegen Echten Mehltau im Getreideanbau eingesetzt.

## Wirkung
Geradkettige N-Alkyl-2,6-dimethylmorphine besitzen eine hohe Fungitoxizität bei Kettenlängen von C10 bis C14. Sie haben zwar eine verringerte Wirksamkeit gegenüber den verzweigten Verbindungen, aber dafür sind sie phytotoxischer.

## Zulassung
In den Staaten der EU und in der Schweiz sind keine Pflanzenschutzmittel mit diesem Wirkstoff zugelassen.